# Z-Man Games
Z-Man Games est un éditeur de jeux de société basé à Carmel (~100 km au nord de New York) aux États-Unis. Depuis 2011 le nouveau propriétaire est le grand distributeur canadien, Filosofia, basé à Québec. Le fondateur, Zev Schlasinger, est resté le directeur opératif.

## Quelques jeux édités
- Les Pilleurs de tombes de l'espace, 2001, Stephen Tassie
- Dungeonville, 2005, Mike Selinker
- Pandémie (en anglais), 2008, Matt Leacock, un jeu coopératif
- Agricola (en anglais), 2008, Uwe Rosenberg
- Endeavor (en anglais), 2009, Jarratt Gray et Carl de Visser
- Batt'l Kha'os, 2009, Frédéric Moyersoen et Éric Hanuise[2]
- Earth Reborn, 2010, Christophe Boelinger[3]
- Onirim, 2010, Shadi Torbey[4]
- Paleo, 2020, Peter Rustemeyer, qui a remporté le Kennerspiel des Jahres en 2020